# 나하추
나하추 또는 나가추(한국 한자: 納哈出 납합출, ?년 ~ 1388년)은 북원(北元)의 장군이다. 나하추는 본래 징기스칸의 사준 중 한 명인 무칼리의 후예로, 그의 집안은 대대로 요동 지방의 군 지휘관을 역임했다.

## 생애
원(元) 말기가 되자 스스로를 심양행성승상(審陽行省丞相)으로 칭하고, 만주 지방에서 세력을 떨쳤다. 원이 몽골 고원으로 쫓겨나 북원이 된 이후에도 북원의 대칸 아유시리다르는 계속 명을 압박하였는데, 이를 위해 만주 잘라이르의 나하추와 협력하였다.
공민왕 11년인 1362년의 2월, 나하추는 고려가 수복한 쌍성총관부를 탈환하기 위해, 쌍성총관부의 잔당 조소생과 함께 고려의 동북면(함경남도 홍원 지방)으로 쳐들어 갔다. 이에 고려 조정은 이성계를 동북면병마사(東北面兵馬使)로 삼아 적을 막게 하였다. 여러 차례의 격전 끝에 마침내 함흥 평야에서 나하추의 군대는 대패하였다. 이 때문에, 쌍성총관부의 잔당 조소생, 탁도경 세력이 완벽히 몰락했다.

이 전투 후 나하추는 공민왕과 이성계에게 예물을 보내 화친을 맺었다.

이성계와의 교전 이후 나하추는 1372년 명군의 보급 기지였던 우가장을 기습해 명의 병력 5000명을 죽이고 양곡 10만 석을 피해했다.

1386년 12월, 명 태조 주원장이 장군 풍승에게 요동 공격에 나서라고 지시하자 명군은 오늘날의 승덕 부근에 병참기지를 설치한 뒤, 1387년 6월 나하추를 공격하여 금산(金山) 지역을 장악했다. 이런 상황에 기근까지 발생하자 나하추는 명에 투항하여 해서후(海西侯)에 봉해졌다.

1388년, 운남 정벌에 나섰다가 병으로 사망하였다.

## 나하추가 등장하는 작품
- 《정도전》 (KBS, 2014년~2014년, 배우: 박건락)

## 같이 보기
- 공민왕
- 이성계
- 원나라
- 북원
- 토곤 테무르
- 조소생
- 탁도경
- 아유르시리다르
- 명나라

## 참고 자료
- 이 문서에는 다음커뮤니케이션(현 카카오)에서 GFDL 또는 CC-SA 라이선스로 배포한 글로벌 세계대백과사전의 내용을 기초로 작성된 글이 포함되어 있습니다.